# استیو کارنی
استیو کارنی (انگلیسی: Steve Carney; ۲۲ سپتامبر ۱۹۵۷ – ۶ مهٔ ۲۰۱۳) بازیکن فوتبال اهل بریتانیا بود.
از باشگاه‌هایی که در آن بازی کرده‌است می‌توان به باشگاه فوتبال بلیث اسپارتانس، باشگاه فوتبال دارلینگتون، باشگاه فوتبال هارتل پول یونایتد، باشگاه فوتبال روچدیل، باشگاه فوتبال کارلایل یونایتد، باشگاه فوتبال نیوکاسل یونایتد، و باشگاه فوتبال تاو لاو تاون اشاره کرد.